# It Happened One Night
It Happened One Night (en España y en México, Sucedió una noche; en Argentina, Lo que sucedió aquella noche) es una película estadounidense de comedia «screwball» de 1934 dirigida y producida por Frank Capra, en colaboración con Harry Cohn, y protagonizada por Claudette Colbert y Clark Gable. Basada en Night Bus, una historia escrita por Samuel Hopkins Adams, relata la historia de una chica mundana y caprichosa (Colbert) que escapa de su padre y que en su huida conoce a un pícaro periodista (Gable), con el cual desarrollará una historia de amor. Fue una de las últimas películas de comedia románticas creadas antes de que la Asociación Cinematográfica de Estados Unidos empezara a hacer respetar al Código Hays en 1934.
El filme fue el primero en ganar los cinco Premios de la Academia más importantes: Mejor película, Director, Actor, Actriz y Guion. En 1993, It Happened One Night fue considerada «cultural, histórica y estéticamente significativa» por la Biblioteca del Congreso de Estados Unidos y seleccionada para su preservación en el National Film Registry. En 2013, la película fue sometida a una extensa restauración.
Forma parte del AFI's 10 Top 10 como la tercera mejor «comedia romántica».

## Trama
Ellen "Ellie" Andrews (Claudette Colbert), heredera de una cuantiosa fortuna, se ha casado con el piloto y cazador de fortunas King Westley (Jameson Thomas), en contra de los deseos de su millonario padre, Alexander Andrews (Walter Connolly), quien ha secuestrado a su hija y quiere anular el matrimonio porque sabe que a Westley realmente solo le interesa su dinero. Ellie escapa del barco de su padre en Florida y aborda un autobús Greyhound que se dirige a la ciudad de Nueva York para reunirse con su marido. Como compañero de viaje tiene a Peter Warne (Clark Gable), un periodista. Pronto Warne la reconoce y le da a elegir: si ella le da una exclusiva sobre su historia, la ayudará a reunirse con Westley; de lo contrario, le dirá a su padre dónde está. Ellie acepta la primera opción.
A medida que pasan por varias aventuras juntos, Ellie pierde su desdén inicial por él y comienza a sentir atracción por él. Cuando tienen que hacer autoestop, no logran asegurar un viaje hasta que Ellie muestra su pierna bien a uno de los conductores que van pasando. Cuando se detienen en el camino, el conductor intenta robarles, pero Peter lo persigue y toma su Ford T. Casi al final de su viaje, Ellie confesará su amor a Peter. Cuando los dueños del motel en el que se quedan notan que el auto de Peter ya no está, expulsan a Ellie. Creyendo que Peter la ha abandonado, Ellie telefonea a su padre quien acepta que se case con Westley. Mientras tanto, Peter obtiene dinero de su editor para casarse con Ellie, más tarde se da cuenta de que se ha ido. Aunque Ellie no desea estar con Westley, cree que Peter la ha traicionado por el dinero de la recompensa y acepta tener una segunda boda formal.
El día de la boda, finalmente revela toda la historia a su padre. Cuando Peter llega a la casa de Ellie, Andrews le ofrece el dinero de la recompensa, pero Peter insiste en que le paguen solo sus gastos: unos insignificantes US$39.60 por artículos que tuvo que vender para comprar gasolina. Cuando el padre de Ellie lo presiona para que explique su extraño comportamiento y exige saber si la ama, Peter primero trata de eludir las preguntas, pero luego admite que ama a Ellie y se va de la casa. Westley llega a su boda en un autogiro pero, en la ceremonia, Andrews le revela a su hija el rechazo del dinero de la recompensa, y le dice que su automóvil está esperando junto a la puerta trasera en caso de que cambie de opinión sobre la celebración de la boda. Ellie deja a Westley en el altar y se marcha en su auto, alejándose mientras las cámaras de los noticieros se ponen en marcha.
Unos días más tarde, Andrews está trabajando en su escritorio cuando King Westley llama para decirle que está aceptando el acuerdo financiero que se le ofreció y no impugna la anulación. Su asistente ejecutivo le trae un telegrama de Peter, que dice: "¿Qué está deteniendo la anulación, usted habla lento? ¡Las paredes de Jericó se están derrumbando!", refiriéndose a una pared improvisada hecha de una manta sobre un cable amarrado en las habitaciones donde dormían entre ellos para darse privacidad. Con la anulación en la mano, Andrews envía la respuesta: "Déjalos caer".
En la última escena, el maltrecho Ford T de Peter se encuentra estacionado en Glen Falls, Míchigan. Los dueños del motel hablan, preguntándose por qué en una noche tan cálida los recién casados querían un tendedero, una manta extra y una pequeña trompeta de lata que había conseguido para ellos. Mientras miran la cabina, la trompeta de juguete suena con una fanfarria, la manta cae al suelo y las luces de la cabina se apagan.

## Reparto

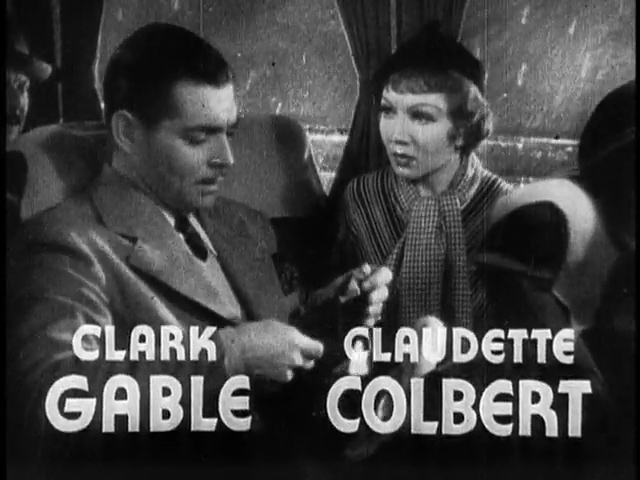
Clark Gable como Peter Warne y Claudette Colbert como Ellie Andrews.
Fotograma del tráiler.

### Principal
| Actor             | Personaje            | Descripción                                                   |
| ----------------- | -------------------- | ------------------------------------------------------------- |
| Clark Gable       | Peter Warne          | Un reportero de periódico recientemente despedido             |
| Claudette Colbert | Elen "Ellie" Andrews | Una consentida heredera de millones                           |
| Walter Connolly   | Alexander Andrews    | Padre millonario de Ellie                                     |
| Roscoe Karns      | Oscar Shapeley       | Un molesto pasajero de bus, el cual trata de levantar a Ellie |
| Jameson Thomas    | "King" Westley       | Prometido (o esposo) de Ellie, un piloto y caza fortunas      |
| Alan Hale         | Danker               | El conductor cantante que quiere robar el portafolios         |
| Arthur Hoyt       | Zeke                 | Un propietario de motel                                       |
| Blanche Friderici | Esposa de Zeke       |                                                               |
| Charles C. Wilson | Joe Gordon           | Editor de periódico y jefe de Peter                           |

### Sin acreditar
| Actor            | Personaje                                               |
| ---------------- | ------------------------------------------------------- |
| Ernie Adams      | El ladrón de bolsos                                     |
| Irving Bacon     | El empleado de la gasolinera                            |
| George Breakston | El muchacho pasajero de bus, cuya madre colapsó         |
| Ward Bond        | Conductor de bus #1                                     |
| Eddy Chandler    | Conductor de bus #2                                     |
| Mickey Daniels   | Vendedor en el bus                                      |
| Bess Flowers     | Agnes, secretaria de Gordon                             |
| Harry Holman     | El encargado del campo de autos al final de la película |
| Claire McDowell  | La madre colapsada en el bus                            |
| Harry Todd       | El banderillero en el cruce de trenes                   |
| Maidel Turner    | La esposa del encargado del campo de autos              |
| Wallis Clark     | Lovington                                               |
| Frank Yaconelli  | Tony                                                    |

## Producción
Ni Gable ni Colbert fueron la primera opción para interpretar los papeles principales. Miriam Hopkins fue la primera en rechazar el rol de Ellie. Luego se les ofrecieron los papeles a Robert Montgomery y Myrna Loy, pero ambos rechazaron el guion, aunque más tarde Loy notó que la historia final, tal como se filmó, tenía muy poco que ver con el guion que le habían ofrecido a ella y Montgomery para su lectura. Margaret Sullavan también rechazó el rol. Constance Bennett estaba dispuesta a interpretar el papel si se le dejaba producir la película ella misma; sin embargo, Columbia Pictures no lo permitió. Luego, Bette Davis quería el papel, pero Warner Brothers, y específicamente Jack L. Warner, se negaron a prestarla en comodato. Carole Lombard no pudo aceptar el papel, debido a que el horario de filmación coincidía con el de Bolero. Loretta Young también rechazó el papel.
Harry Cohn sugirió a Colbert, y ella inicialmente rechazó el papel. La primera película de Colbert, For the Love of Mike de 1927, había sido dirigida por Capra, y fue un desastre, jurando nunca hacer otro filme con él. Más tarde, aceptó aparecer en It Happened One Night solo si su salario se duplicaba a US$50.000, y también con la condición de que su parte fuera filmada completamente en cuatro semanas, para poder tomar sus vacaciones.

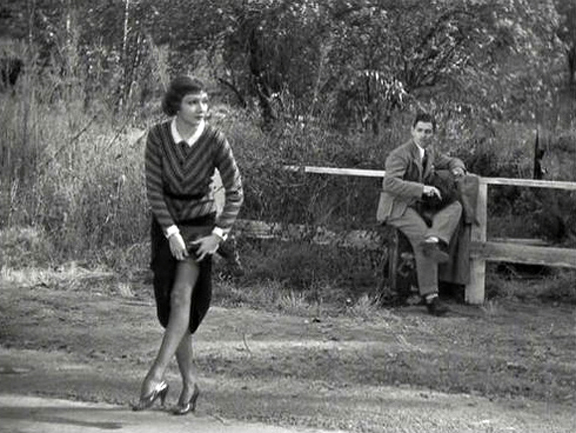
Probablemente, la escena más famosa del filme es la protagonizada por Claudette Colbert, quien detiene a un conductor mostrando parte de su pierna.
Fotograma del tráiler.

Según una leyenda hollywoodense, Gable fue prestado a Columbia Pictures, entonces considerado un estudio menor, como una especie de "castigo" por negarse a realizar un papel en su propio estudio. Esta historia ha sido parcialmente refutado por biografías más recientes. Metro-Goldwyn-Mayer no tenía un proyecto listo para Gable, y el estudio le estaba pagando el salario contratado de US$2000 por semana, trabajara o no. Louis B. Mayer lo prestó a Columbia por US$2500 por semana, por lo tanto, M.G.M. ganaba  US$500 por semana mientras él no estaba. Capra, sin embargo, insistió en que Gable era renuente a participar.
El rodaje comenzó en un tenso ambiente, ya que Gable y Colbert no estaban satisfechos con la calidad del guion. Sin embargo, Capra entendió su descontento y dejó que el guionista Robert Riskin reescribiera el guion. Colbert, sin embargo, continuó mostrando su desagrado en el set. Al principio también se resistió a levantarse la falda para tentar a un conductor en la escena del autoestop, quejándose de que no era propio de una dama. Al ver a la corista que fue traída como su doble de cuerpo, Colbert, indignada, le dijo al director: "Sácala de aquí. Lo haré. ¡Esa no es mi pierna!" A través de la filmación, afirmó Capra, Colbert "tuvo muchos pequeños berrinches, motivados por su antipatía hacia mí"; sin embargo, "ella fue maravillosa en el papel".
Fue filmado parcialmente en Thousand Oaks Boulevard en Thousand Oaks, California.

## Recepción
Después de que la filmación se completara, Colbert se quejó a una amiga: "Acabo de terminar la peor película del mundo". Columbia parecía tener bajas expectativas para la película y no montó una gran campaña publicitaria para promocionarla. Las críticas iniciales, sin embargo, en general fueron positivas. Mordaunt Hall de The New York Times lo llamó "una buena obra de ficción que, con todas sus acrobacias febriles, está bendecida con diálogos brillantes y una buena cuota de escenas relativamente restringidas". También describió el desempeño de Colbert como "atractivo y animado" y el de Gable como "excelente". Variety afirmó que no poseía "una trama particularmente fuerte", pero "se las arregla para llegar a lo grande, debido a la actuación, el diálogo, las situaciones y la dirección". Film Daily la elogió como "un hilo animado, rápido, lleno de humor, lo suficientemente atrevido como para ser tentador, pero perfectamente decoroso". El New York Herald Tribune la llamó "animada y divertida". John Mosher de The New Yorker, sin embargo, consideró que era "bastante absurda y bastante lúgubre". Esta última fue probablemente la crítica que Capra tenía en mente cuando recordó en su autobiografía que críticos "sofisticados" habían desestimado la película.
A pesar de las críticas positivas, la película solo se mantuvo por sí sola en su etapa inicial en cines. Sin embargo, después de ser lanzada a las salas de cine secundarias, las ventas de entradas se volvieron rápidas, especialmente en ciudades más pequeñas donde los personajes de la película y el romance simple tocaron el corazón de los espectadores que no estaban rodeados de lujo. Resultó ser un gran éxito de taquilla, fácilmente el mayor éxito de Columbia hasta la fecha.

### Premios y nominaciones
Premios Óscar
En la 7.ª ceremonia de los Premios Óscar, It Happened One Night fue nominada y ganó los cinco premios más importantes de la Academia, logro que solo ha sido repetido en dos ocasiones más: en 1975 con One Flew Over the Cuckoo's Nest y en 1991 con The Silence of the Lambs. Además, It Happened One Night fue la última película en ganar los dos premios más importantes por interpretación hasta One Flew Over the Cuckoo's Nest.
Después de su nominación, Colbert decidió no asistir a la ceremonia, creyendo que no ganaría el premio, y en su lugar, planeó realizar un viaje en ferrocarril a través del país. Después de que fuese nombrada ganadora, el jefe de estudio Harry Cohn envió a alguien para "bajarla" del tren, que aún no había salido de la estación, y llevarla a la ceremonia. Colbert llegó con un traje de viaje de dos piezas que hizo diseñar para su viaje al diseñador de vestuario de Paramount Pictures, Travis Banton.
| Año  | Categoría                | Receptor          | Resultado |
| ---- | ------------------------ | ----------------- | --------- |
| 1934 | Producción sobresaliente | Columbia Pictures | Ganadora  |
| 1934 | Mejor director           | Frank Capra       | Ganador   |
| 1934 | Mejor actor              | Clark Gable       | Ganador   |
| 1934 | Mejor actriz             | Claudette Colbert | Ganadora  |
| 1934 | Mejor guion, adaptación  | Robert Riskin     | Ganador   |

El 15 de diciembre de 1996, el Óscar de Gable fue adjudicado en subasta a Steven Spielberg por US$607.500, quien luego lo donó a la Academia de Artes y Ciencias Cinematográficas. El 9 de junio del año siguiente, el Óscar de Colbert fue ofrecido a subasta por Christie's , pero no se hicieron ofertas por él.
National Board of Review
| Año  | Reconocimiento | Resultado |
| ---- | -------------- | --------- |
| 1934 | Mejor película | Ganadora  |

### Otros reconocimientos
El American Film Institute ha reconocido a It Happened One Night en varios de sus listados:
- 1998: 100 años... 100 películas: #35[35]
- 2000: 100 años... 100 sonrisas: #8[36]
- 2002: 100 años... 100 pasiones: #38[37]
- 2007: 100 años... 100 películas (edición 10.º aniversario): #46[38]
- 2008: AFI's 10 Top 10 - Comedia romántica: #3[39]

## Legado
It Happened One Night tuvo un inmediato impacto en el público. En una escena, Gable se desnuda para acostarse, quitándose la camisa para revelar que tiene el torso desnudo. Una leyenda urbana afirma que, como resultado, las ventas de camisetas sin mangas disminuyeron notablemente. La película también presenta de forma destacada un autobús Greyhound en la historia, lo que despertó el interés en los viajes en autobús a nivel nacional.
El filme fue adaptado en una versión radiofónica en la transmisión del Lux Radio Theatre el 20 de marzo de 1939, con Colbert y Gable retomando sus papeles. El 28 de enero de 1940 volvió a ser repetida, esta vez para la transmisión de The Campbell Playhouse.
Las memorias inéditas del animador Friz Freleng mencionan que esta fue una de sus películas favoritas. It Happened One Night tiene algunos paralelismos interesantes con el personaje de dibujos animados Bugs Bunny, que hizo su primera aparición seis años después, y que Freleng ayudó a desarrollar. En la película, un personaje secundario, Oscar Shapely, llama continuamente al personaje de Gable "Doc", un personaje imaginario llamado "Bugs Dooley" se menciona una vez para asustar a Shapely, y también hay una escena en la que Gable come zanahorias mientras habla rápidamente con la boca llena, como lo hace Bugs.
Iósif Stalin era un fan de la película, al igual que Adolf Hitler.
La película inspiró una serie de nuevas versiones: los musicales Eve Knew Her Apples de 1945, protagonizada por Ann Miller; y You Can't Run Away from It de 1956, con las actuaciones de June Allyson y Jack Lemmon, y dirigida y producida por Dick Powell. The Sure Thing de 1985, protagonizada por John Cusack, también posee algunas similitudes. Las parodias de la película incluyen Way Out West de 1937 y Spaceballs de 1987.

### Restauración
En 2013, fue realizada la restauración digital de la película por Sony Colorworks, a partir del negativo original y se escaneó en resolución 4K. Las imágenes se restauraron digitalmente cuadro por cuadro en Prasad Corporation para eliminar la suciedad, las rasgaduras, los arañazos y otros desperfectos, devolviendo así la película a su aspecto original.